# Ocotea tristis
Ocotea tristis är en lagerväxtart som först beskrevs av Nees & C. Mart., och fick sitt nu gällande namn av Carl Christian Mez och Christian Gottfried Daniel Nees von Esenbeck. Ocotea tristis ingår i släktet Ocotea och familjen lagerväxter. Inga underarter finns listade i Catalogue of Life.